# 브릭센

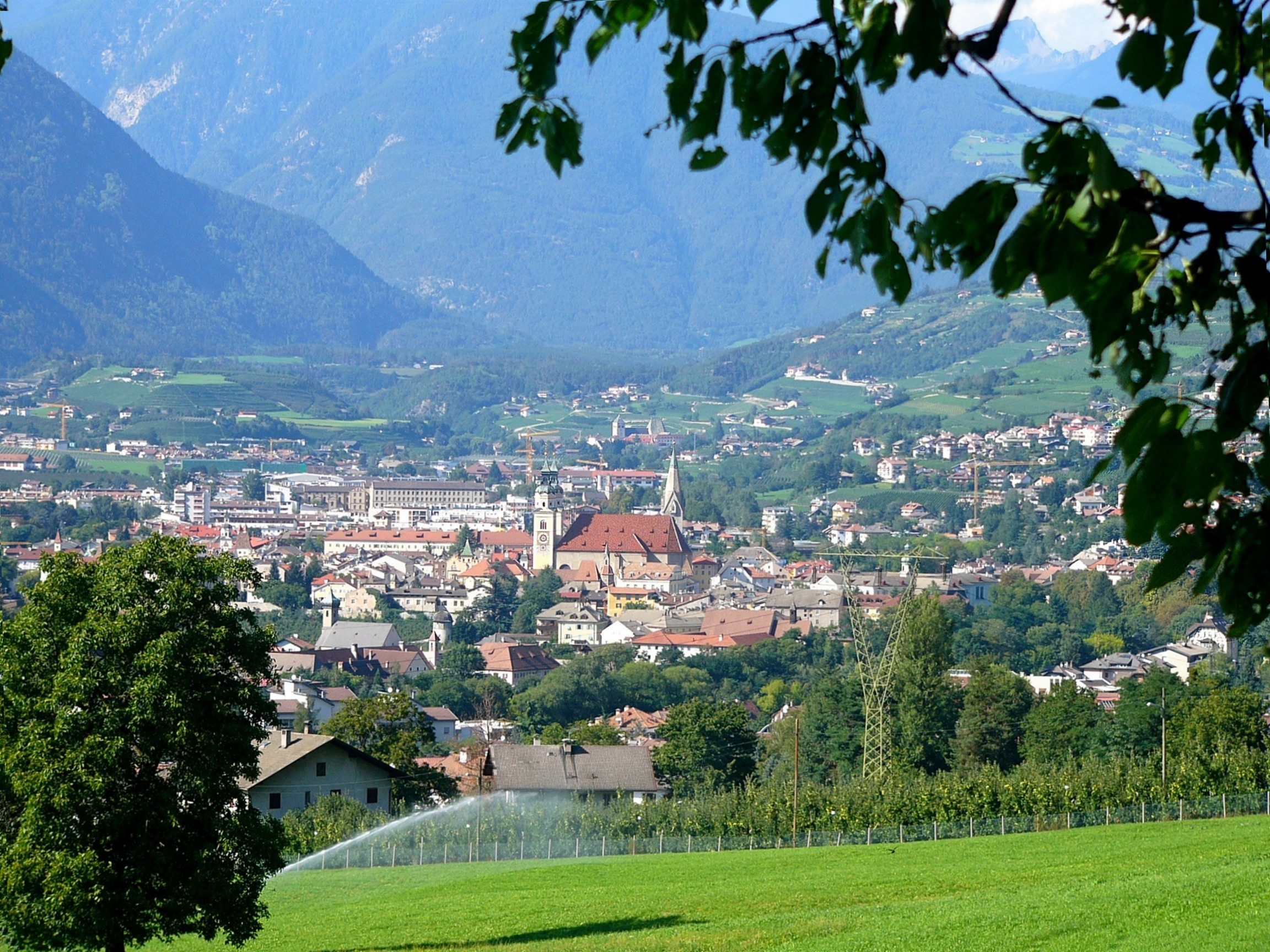
브릭센

브릭센(독일어: Brixen, 이탈리아어: Bressanone 브레사노네[*], 라딘어: Porsenù / Persenon)는 이탈리아 트렌티노알토아디제주 볼차노도에 위치한 코무네로 면적은 84.86km2, 높이는 560m, 인구는 21,416명(2015년 8월 31일 기준), 인구 밀도는 250명/km2이다.

## 사회

### 언어적 분포
2011년 인구 조사에 따르면 인구 대부분이 제1 언어로서 독일어를 한다(72.82%). 거주인의 나머지는 이탈리아어와 라딘어를 하며, 그 비율은 각각 25.84%, 1.34%이다.
| 언어       | 2001년 | 2011년 |
| ---------- | ------ | ------ |
| 독일어     | 73.13% | 72.82% |
| 이탈리아어 | 25.65% | 25.84% |
| 라딘어     | 1.23%  | 1.34%  |

## 자매 도시
- 독일 레겐스부르크
- 슬로베니아 블레트
- 체코 하블리치쿠프브로트